# System odniesienia WGS 84
WGS-84 (ang. World Geodetic System '84) – zbiór parametrów (z 1984) określających wielkość i kształt Ziemi oraz właściwości jej potencjału grawitacyjnego. System ten definiuje elipsoidę, która jest generalizacją kształtu geoidy, wykorzystywaną do tworzenia map.
System ten jest wynikiem pewnej niewielkiej modyfikacji systemu GRS-80 (Geodetic Reference System '80), starszego od WGS-84 o 4 lata. Ze względu na fakt, iż parametry elipsoid tych dwóch systemów różnią się o nieistotną wartość ok. 0,1 mm więc w praktyce nazwy elipsoid (tak jak nazwy modeli) przyjmuje się niekiedy wymiennie.
| Półoś duża a  | Półoś mała b            | Odwrotność spłaszczenia (1/f) |
| ------------- | ----------------------- | ----------------------------- |
| 6.378.137,0 m | ≈ 6.356.752,314 245 2 m | 298,257 223 563               |

Elipsoida WGS-84 stała się podstawowym układem odniesienia w systemach nawigacji satelitarnej. Przy używaniu map opartych na innym układzie należy wprowadzać poprawki. Chociaż większość odbiorników nawigacji satelitarnej ma zaprogramowaną możliwość wyświetlania pozycji w innych układach, obecnie trwa proces upowszechniania map opartych na WGS-84.
Położenie punktów w odniesieniu do powierzchni elipsoidy określają współrzędne geodezyjne B, L oraz h (szerokość, długość, wysokość elipsoidalna) lub równoważne im geocentryczne współrzędne prostokątne X, Y oraz Z.